# Incendio della Flakturm Friedrichshain

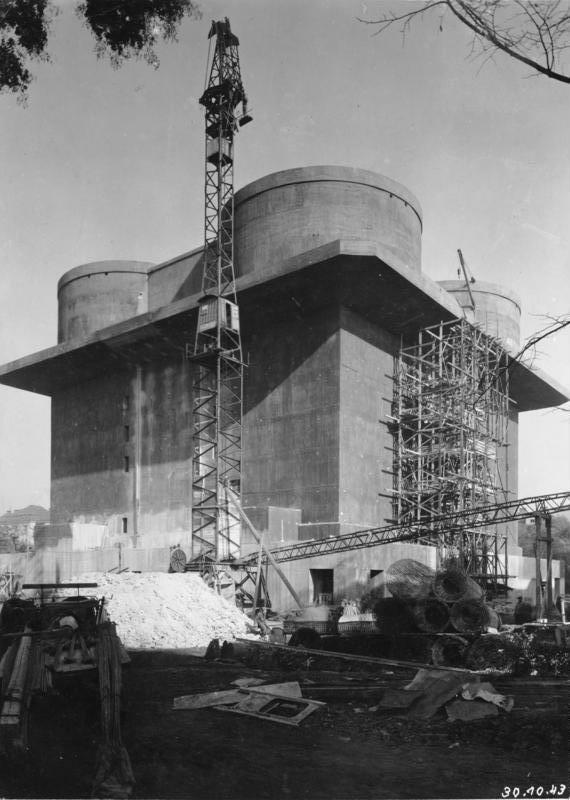
La Flakturm durante i lavori di costruzione, 1942.

L'incendio della Flakturm Friedrichshain del maggio 1945, è stato «il più grande disastro artistico della storia moderna, dopo la distruzione del Real Alcázar di Madrid, avvenuta nel 1734». Migliaia di opere d'arte (tra cui dipinti di Caravaggio, Rubens, Goya per citarne alcuni) furono distrutte dalle fiamme.
Cinque anni prima, nel 1940, su ordine di Hitler, in difesa delle città di Berlino, Amburgo e Vienna era iniziata la costruzione di torri in cemento armato, munite di radar e artiglieria contraerea, chiamate Flakturm. Le Flakturm di Berlino erano tre grandi complessi disposti a triangolo in tre zone strategiche della città: Zoologischer Garten Berlin, Friedrichshain e Humboldthain. Data la loro straordinaria solidità e sicurezza, oltre che come rifugi antiaerei, le Flaktürme dello Zoo e Friedrichshain furono utilizzate per mettere al sicuro oggetti, sculture e dipinti provenienti dai musei berlinesi. Ma con grande sorpresa e costernazione di tutti, nel maggio del 1945, a guerra di fatto finita, la Flakturm Friedrichshain subì per giorni un incendio devastante che distrusse quasi completamente le inestimabili opere che custodiva.

## L'incendio
L'incendio divampò fra il 5 e il 10 maggio 1945, avvolgendo la Flakturm Friedrichshain quando si trovava sotto la custodia dell'esercito russo. Notizie si hanno da Christopher Norris, storico d'arte inglese che fece parte della Commissione Alleata per i Monumenti e le Arti e che fu a Berlino subito dopo la liberazione, in un articolo pubblicato nel fascicolo di dicembre della grande rivista d'arte inglese The Burlington Magazine, in seguito citato dalla rivista italiana Sele Arte. Le perdite lamentate, che riguardano soprattutto le collezioni del Kaiser Friedrich Museum, lo Schloss Museum, il Deutsches Museum e il Museum für Völkerkunde, consistono in opere di scultura, bronzi, tessuti antichi, ceramiche, opere d'arte decorativa e di artigianato.

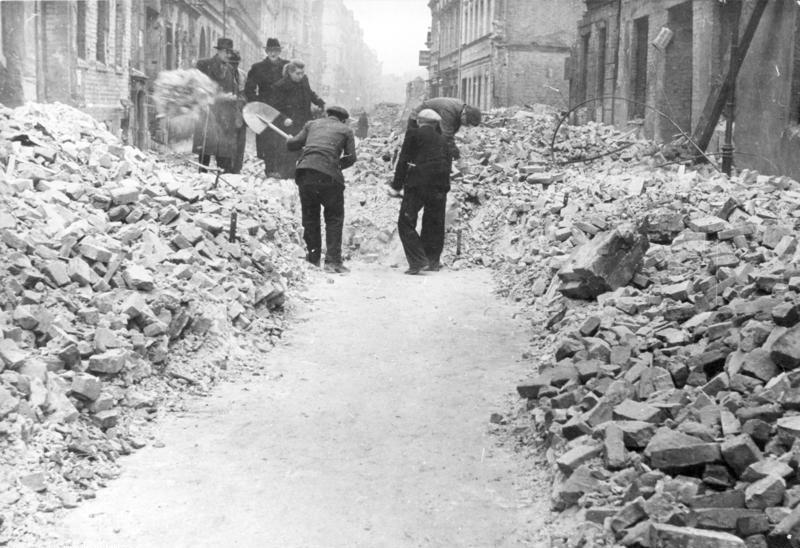
Berlino dopo i bombardamenti, 1945

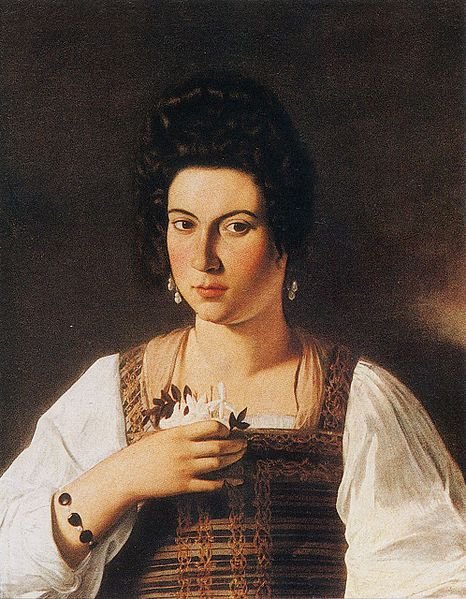
Caravaggio, Ritratto di cortigiana (Fillide Melandroni), una delle 417 opere andate perdute nell'incendio della Flakturm Friedrichshain

I danni maggiori riguardarono il settore della pittura: si trattò di ben 417 opere mancanti, fra le quali ben 158 d'arte italiana, 89 d'arte olandese, 54 d'arte fiamminga, 67 di arte tedesca, oltre a molti altri capolavori d'arte spagnola, francese, inglese.
In Germania, per le insistenze dei funzionari, già nel 1938 molte opere d'arte erano state messe al sicuro nella Zecca e nei sotterranei di alcune banche. Ma fu nel 1941, sotto la pressione degli eventi bellici, e anche per avere maggiori garanzie di conservazione e di sicurezza, che una parte delle raccolte artistiche fu trasferita nelle Flakturm dello Zoo e di Friedriehshain. A parte qualche trasloco di materiali particolarmente delicati, nella Friedriechshain restarono 735 metri cubi di casse contenenti opere d'arte. Durante i bombardamenti aerei dell'inverno 1943-44 alcuni musei soffersero molto, e considerati anche i danni che derivavano alle opere d'arte dagli ambienti inadatti, al principio del 1944 si cominciò a trasportare opere d'arte nelle miniere di sale di Grasleben e nelle miniere di potassio di Schönebeck. Nello stesso tempo, nel marzo 1944, i direttori dei musei venivano avvertiti che le nuove bombe alleate rendevano le Flaktürme, ormai, distruttibili. La situazione bellica, a causa dei disastri militari a Est e poi dell'invasione della Francia, si faceva sempre più critica e confusa, e perciò vani riuscirono molti tentativi di evacuare le Flaktürme.
Venne così il febbraio 1945, con i grandi bombardamenti diurni: troppo era rimasto a Berlino in edifici vulnerabili, e si preferì perciò ricorrere alla Flakturm Friedrichshain, dove furono portate, dal 21 al 24 febbraio, molte opere di pittura di grandi dimensioni. Dopo la decisione di difendere Berlino ad oltranza i funzionari dei Musei posero di nuovo il problema della salvaguardia delle opere al ministro nazionalsocialista Rust. Malgrado i bombardamenti e l'occlusione delle strade da parte dei convogli militari, dall'8 marzo si poté dare inizio all'evacuazione delle opere, con scarsi mezzi logistici. Il primo convoglio lasciò Berlino l'11 marzo, e il decimo e ultimo il 7 aprile. Le opere corsero continui pericoli (per esempio il convoglio che trasportava il Tesoro dei Guelfi fu bombardato) e subirono notevoli danni. Ma gli eventi precipitavano.
Il 21 aprile cominciò il bombardamento russo di Berlino circondata. Le artiglierie fecero danni enormi. Mentre la guardia alla Flakturm dello Zoo restò al suo posto, sembra che quella di Friedrichshain venisse ritirata o si sbandasse. Il 2 maggio la città capitolava, e subito i dirigenti dei musei si preoccuparono di salvaguardare i depositi. Il 3 maggio presero contatto con le autorità russe, perché provvedessero alla protezione delle Flaktürme. Il professor Kümmel parlò in proposito al generale Bersarin, al Quartier generale russo di Karlshorst. Il 5 maggio nessuna misura di protezione era stata presa; i depositi però furono verificati e trovati intatti. V'era tuttavia il pericolo immediato dei predoni e dei civili, in cerca di cibo, nonché dei gruppi di militari sbandati.
Dietro nuove pressanti richieste, il 7 maggio i funzionari dei musei, accompagnati da un ufficiale russo, visitarono la Flakturm di Friedrichshain, e si trovarono di fronte a uno spettacolo terribile: il primo piano della torre era incendiato e fiammeggiava. Fu provveduto allora, fra il 7 maggio e l'8 giugno, allo sgombero della Flakturm dello Zoo da parte dei Russi, ma intanto anche il secondo e il terzo piano della Flakturm di Friedrichshain erano stati divorati dall'incendio. L'edificio fu abbandonato: più volte vi furono veduti intorno e dentro civili e predoni, ma nulla si poté fare.
Quando, ancora nell'agosto 1945, il Norris poté visitare le rovine della Flakturm, vi trovò persone accampate, e soprattutto frammenti di terrecotte, marmi calcinati, bronzi semifusi, e soprattutto pezzi enormi di cemento armato caduti dai piani superiori, che attestavano la violenza dell'incendio. Gli ufficiali alleati ricorsero al comando russo perché fossero guardati e raccolti anche quei frammenti, e fossero organizzati scavi fra le macerie dell'edificio, ma ciò non si poté ottenere. In seguito all'accordo avvenuto al principio del 1946 sulla spartizione delle zone di Berlino le truppe russe scelsero e raccolsero i residui, e fecero saltare ciò che restava della Flakturm.

## Elenco di alcuni dei 417 dipinti perduti
Elenco di alcuni dei 417 dipinti perduti.
| Artista                                                | Immagine | Titolo                                                                                                   | Data                            | Nazionalità | Tecnica/materiali         | Dimensioni     | Nr. di inventario |
| ------------------------------------------------------ | -------- | --- | ------------------------------- | ----------- | ------------------------- | -------------- | ----------------- |
| Andrea del Sarto (1486-1531)                           |          | Pala di Sarzana                                                                                          | circa 1528                      | Italiana    | olio su tavola            | 228 × 185 cm   | 246               |
| Domenico Beccafumi (1486-1551)                         |          | Martirio di santa Lucia                                                                                  | circa 1520-1527                 | Italiana    | olio su tavola            | 57,7 × 82,5 cm | 2075              |
| Bernardo Bellotto (1721-1780)                          |          | Piazza del mercato di Pirna                                                                              | circa 1753-1756                 | Italiana    | olio su tela              | 46 × 78 cm     | 503B              |
| Bernardo Bellotto (1721-1780)                          |          | Porte della città di Pirna                                                                               | circa 1720-1768                 | Italiana    | olio su tela              | 47 × 78 cm     | 503C              |
| Nicolaas Pietersz Berchem (1620-1683)                  |          | Paesaggio invernale con mulino a vento, cavallo, e ponte                                                 | circa 1640-1683                 | Olandese    | olio su tela              | 48 × 69 cm     | 836               |
| Nicolaas Pietersz Berchem (1620-1683)                  |          | Fermata alla fucina                                                                                      | circa 1655-1665                 | Olandese    | olio su tela              | 70 × 85 cm     | 896               |
| Bergognone (1481-1522)                                 |          | Madonna col Bambino in trono                                                                             | circa 1488-1489                 | Italiana    | tavola di pioppo          | 119 × 54 cm    | 51                |
| Bergognone (1481-1522)                                 |          | Madonna col Bambino in trono e due santi                                                                 | 1481-1522                       | Italiana    | tavola di pioppo          | 182 × 133 cm   | 52                |
| Botticelli (1445-1510)                                 |          | Tondo della Madonna col Bambino, e Angeli con Candelabro                                                 | 1485                            | Italiana    | Olio su Tavola di Legno   | 192 cm         | ?                 |
| Caravaggio (1573-1610)                                 |          | Ritratto di cortigiana (Fillide Melandroni)                                                              | circa 1597                      | Italiana    | olio su tela              | 66 × 53 cm     | 356               |
| Caravaggio (1573-1610)                                 |          | Cristo sul Monte degli Ulivi                                                                             | 1605                            | Italiana    | olio su tela              | 154 × 222 cm   | 359               |
| Caravaggio (1573-1610)                                 |          | San Matteo e l'angelo                                                                                    | circa 1602                      | Italiana    | olio su tela              | 223 × 183 cm   | 365               |
| Lucas Cranach (1472-1553)                              |          | Ritratto del cardinale Albrecht di Brandeburgo, arcivescovo di Magonza                                   | circa1520-1525                  | Tedesca     | tavola di legno di tiglio | 83 × 57 cm     | 559               |
| Lucas Cranach (1472-1553)                              |          | Madonna col Bambino e san Giovanni Battista                                                              | dopo il 1537                    | Tedesca     | tavola di legno di tiglio | 77 × 57 cm     | 559A              |
| Lucas Cranach (1472-1553)                              |          | Madonna col Bambino e quattro sante                                                                      | circa 1512-1514                 | Tedesca     | tavola                    | 95 × 76 cm     | 1970              |
| Francesco da Ponte detto Francesco Bassano (1549-1592) |          | Allegoria dell'autunno                                                                                   | 1570                            | Italiana    | olio su tela              | 123 × 182 cm   | 1937              |
| Francesco da Ponte detto Francesco Bassano (1549-1592) |          | Allegoria dell'aria                                                                                      | circa 1574-1576                 | Italiana    | olio su tela              | 123 × 182 cm   | 1956              |
| Sebastiano del Piombo (1485-1547)                      |          | Giuditta e Oloferne                                                                                      | circa 1525                      | Italiana    | olio su tela              | 94.5 × 72 cm   | 259c              |
| Piero di Cosimo (1461-1522)                            |          | Adorazione dei pastori                                                                                   | Datata 1490 da Forlani Tempesti | Italiana    | olio su tela              | 132 × 147 cm   | 204               |
| Fra Bartolomeo (1472-1517)                             |          | Assunzione della Vergine                                                                                 | circa 1507-08                   | Italiana    | olio su tavola di pioppo  | 301 × 195 cm   | 249               |
| Caspar David Friedrich (1774–1840)                     |          | Cimitero del monastero sotto la neve                                                                     | circa 1817-1819                 | Tedesca     | olio su tela              | 121 × 170 cm   | A II 13           |
| Caspar David Friedrich (1774–1840)                     |          | Luci del nord                                                                                            | circa 1830-1835                 | Tedesca     | olio su tela              | 141 × 109 cm   | A II 155          |
| Caspar David Friedrich (1774–1840)                     |          | Regione in alta montagna                                                                                 | circa 1824                      | Tedesca     | olio su tela              | 131 × 167 cm   | A II 314          |
| Domenico Ghirlandaio (1449-1494)                       |          | Vergine col Bambino in trono tra i santi Francesco e Bonaventura                                         | circa 1490-1492                 | Italiana    | tempera su tavola         | 202 × 151 cm   | nc                |
| Domenico Ghirlandaio (1449-1494)                       |          | Vergine col Bambino in sloria tra i santi Giovanni Evangelista, Francesco, Girolamo, e Giovanni Battista | circa 1496-1497                 | Italiana    | tempera e olio su tela    | 181 × 179 cm   | 88                |
| Domenico Ghirlandaio (1449-1494)                       |          | San Vincenzo Ferrer (parte della Pala Tornabuoni)                                                        | 1490-1498                       | Italiana    | tempera su tavola         | 221 × 56 cm    | nc                |
| Domenico Ghirlandaio (1449-1494)                       |          | Sant'Antonino Pierozzi (parte della Pala Tornabuoni)                                                     | 1490-1498                       | Italiana    | tempera su tavola         | 221 × 56 cm    | nc                |
| Francisco Goya (1746-1828)                             |          | Ritratto di un monaco                                                                                    | circa 1810-1815                 | Spagnola    | olio su tela              | 82 × 68 cm     | 1619 B            |
| Abraham Janssens (ca.1575-1632)                        |          | Vertumno e Pomona                                                                                        | circa 1615-1617                 | Fiamminga   | olio su tavola            | 124 × 93 cm    | 775               |
| Abraham Janssens (ca.1575-1632)                        |          | Meleagro e Atalanta                                                                                      | 1575-1632                       | Fiamminga   | olio su tavola            | 118 × 93 cm    | 777               |
| Jacob Jordaens (1593-1678)                             |          | As the Old Cock Crows                                                                                    | circa 1658                      | Olandese    | olio su tela              | 163 × 235 cm   | 879               |
| Jacob Jordaens (1593-1678)                             |          | Ritratto di Adam van Noort                                                                               | circa 1640                      | Olandese    | olio su tela              | 75 × 56 cm     | 1703              |
| Jacob Jordaens (1593-1678)                             |          | Visione di san Bruno                                                                                     | circa 1660                      | Olandese    | olio su tela              | 75 × 54 cm     | 2045              |
| Willem Kalf (1619-1693)                                |          | Natura morta con coppa a forma di nave                                                                   | circa 1661                      | Olandese    | olio su tela              | 65 × 54 cm     | 948 G             |
| Willem Kalf (1619-1693)                                |          | Natura morta con coppa dorata                                                                            | circa 1640-1660                 | Olandese    | olio su tela              | 67.5 × 82.5 cm | 948 J             |
| Filippino Lippi (1457-1504)                            |          | Crocifissione tra Maria e san Francesco                                                                  | circa 1500                      | Italiana    | olio (?) e oro su tavola  | 186 × 179 cm   | nc                |
| Bartolomé Esteban Murillo (1617-1682)                  |          | Adorazione dei pastori                                                                                   | circa 1655                      | Spagnola    | olio su tela              | 170 × 196 cm   | 414               |
| Bartolomé Esteban Murillo (1617-1682)                  |          | Sant'Antonio da Padova col Bambino                                                                       | circa 1675                      | Spagnola    | olio su tela              | 165 × 200 cm   | 414b              |
| Jusepe de Ribera (1591-1652)                           |          | San Sebastiano                                                                                           | 1636                            | Spagnola    | olio su tela              | 200 × 149 cm   | 405b              |
| Peter Paul Rubens (1577-1640)                          |          | Conversione di san Paolo                                                                                 | circa 1616-1617                 | Fiamminga   | olio su tela              | 261 × 371 cm   | 762 B             |
| Peter Paul Rubens (1577-1640)                          |          | Diana e Ninfe al bagno Sorprese dai Satiri                                                               | circa 1635-38                   | Fiamminga   | olio su tela              | 190 × 249 cm   | 762 C             |
| Peter Paul Rubens (1577-1640)                          |          | Venere e Adone                                                                                           | circa 1610-1611                 | Fiamminga   | olio su tela              | 112.5 × 96 cm  | 763 B             |
| Peter Paul Rubens (1577-1640)                          |          | Nettuno e Anfitrite                                                                                      | circa 1615                      | Fiamminga   | olio su tela              | 230 × 305 cm   | 776 A             |
| Luca Signorelli (1445-1523)                            |          | Educazione di Pan                                                                                        | circa 1490                      | Italiana    | tempera su tela           | 194 × 257 cm   | nc                |
| Anthony van Dyck (1599-1641)                           |          | Cristo incoronato di spine                                                                               | circa 1618-1620                 | Fiamminga   | olio su tela              | 262 × 214 cm   | 770               |
| Anthony van Dyck (1599-1641)                           |          | Compianto sul Cristo morto                                                                               | circa1629-1630                  | Fiamminga   | olio su tela              | 220 × 166 cm   | 778               |
| Anthony van Dyck (1599-1641)                           |          | Ninfe sorprese dai satiri                                                                                | circa 1618-1619                 | Fiamminga   | olio su tela              | 81 × 94 cm     | 782 A             |
| Anthony van Dyck (1599-1641)                           |          | Santi Giovanni Battista ed Evangelista                                                                   | circa 1617                      | Fiamminga   | olio su tela              | 261 × 212 cm   | 799               |
| Anthony van Dyck (1599-1641)                           |          | Bottino di caccia                                                                                        | circa 1626-1632                 | Fiamminga   | olio su tavola            | 45 × 59 cm     | 1829              |
| Joos van Ghent (Joos van Wassenhove) (1460-1475)       |          | Dialettica                                                                                               | circa 1480                      | Olandese    | olio su tavola di pioppo  | 150 × 110 cm   | 54                |
| Joos van Ghent (Joos van Wassenhove) (1460-1475)       |          | Astronomia                                                                                               | circa 1480                      | Olandese    | olio su tavola di pioppo  | 150 × 110 cm   | 54 A              |
| Lorenzo Veneziano (1356-1372)                          |          | San Marco                                                                                                | circa 1369-1370                 | Italiana    | tempera su tavola         | 74 × 27 cm     | 1350              |
| Lorenzo Veneziano (1356-1372)                          |          | San Giovanni Battista                                                                                    | circa 1369-1370                 | Italiana    | tempera su tavola         | 74 × 27 cm     | 1650              |
| Lorenzo Veneziano (1356-1372)                          |          | San Bernardo                                                                                             | circa 1369-1370                 | Italiana    | tempera su tavola         | 72.5 × 28.5 cm | 1650a             |
| Lorenzo Veneziano (1356-1372)                          |          | San Girolamo                                                                                             | circa 1369-1370                 | Italiana    | tempera su tavola         | 72.5 × 28.5 cm | 1650b             |
| Paolo Veronese (1528-1588)                             |          | Apollo e Giunone                                                                                         | circa 1580                      | Italiana    | olio su tela              | 147 × 136 cm   | 311               |
| Paolo Veronese (1528-1588)                             |          | Saturno aiuta la Religione a rifiutare l'eresia                                                          | circa 1580                      | Italiana    | olio su tela              | 144 × 242 cm   | 304               |